# Chirita mollis
Chirita mollis là một loài thực vật có hoa trong họ Tai voi (Gesneriaceae). Loài này có ở khu vực Sumatra (Indonesia); được Friedrich Anton Wilhelm Miquel mô tả khoa học đầu tiên năm 1858.
Kể từ năm 2011, chi Chirita đã bị chia tách toàn bộ. Olive Hilliard có ghi chú tại phó bản mẫu gốc (isotype) số L0443413 của loài này ở Leiden rằng nó là Henckelia (sensu Weber & Burtt, 1998 - đa ngành), vì thế với khu vực phân bố là Malesia thì nó phải được coi là thuộc về chi Codonoboea. Tới thời điểm ngày 18-11-2016 vẫn chưa có thêm thông tin gì việc gán vị trí chính thức của Chirita mollis.